# Tormento

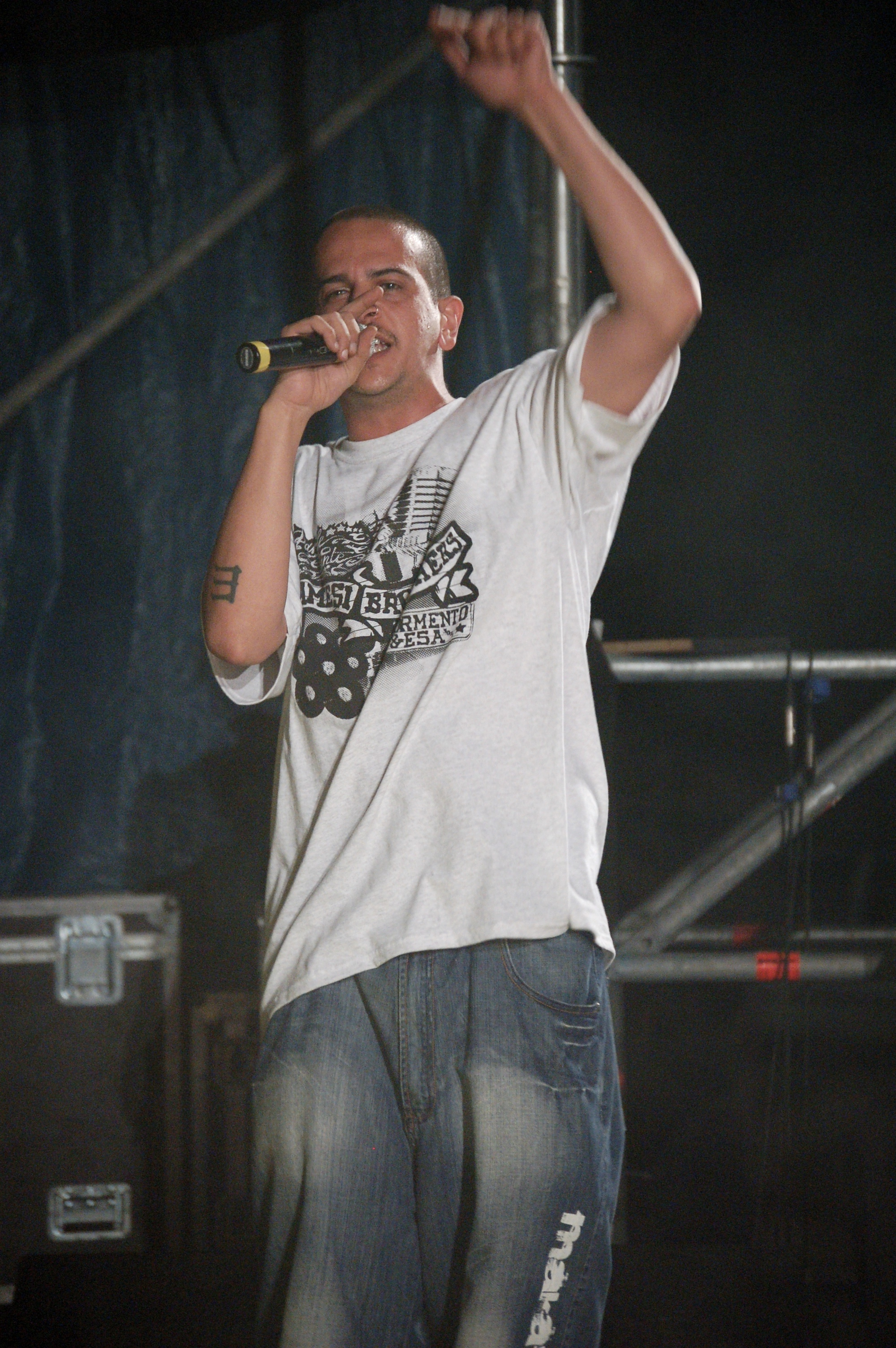
Tormento 2008

Tormento (* 6. September 1975 in Reggio Calabria als Massimiliano Cellamaro), auch bekannt als Yoshi Torenaga, ist ein italienischer Rapper. Er wurde in den 90er-Jahren als Teil der Hip-Hop-Gruppe Sottotono bekannt.

## Karriere
Tormento begann seine Tätigkeiten 1994 als Teil der zunächst vierteiligen Hip-Hop-Formation Sottotono, in der er ab 1995 mit DJ Fish als Duo verblieb. Bis zur Auflösung 2001 konnte die Gruppe große Erfolge erzielen; sie gilt als Pionier des italienischen Hip-Hop. 2002 legte Tormento, unter dem Pseudonym Yoshi Torenaga seine erste Solo-EP Una nuova visione del mondo vor. Dieser folgte 2004 das Soloalbum Il mondo dell’illusione. Tormentos zweites Soloalbum, das Doppelalbum Il mio diario, erschien 2006 im Verleih von Universal. Viel Aufmerksamkeit erhielten auch die drei vorhergehenden Singles, Il resto è inutile, Mi piaci und Solo tu. 
Schon 2007 veröffentlichte Tormento sein nächstes Album Alibi, nun bei Sony BMG. In den folgenden Jahren arbeitete er mit einer Vielzahl von anderen Rappern zusammen, in einzelnen Lieder, in Mixtapes oder Alben; darunter Lefty und DJ Kamo. Zusammen mit seinem Bruder Esa veröffentlichte er ab 2008 Musik unter dem Projektnamen Siamesi Brothers. Nach mehreren Featurings auf verschiedenen Alben seit 2004 vertiefte Tormento ab 2012 seine Zusammenarbeit mit dem römischen Rapper Primo, die 2014 im erfolgreichen Album El micro de oro mündete.
Erst 2015 erschien Tormentos viertes Soloalbum, Dentro e fuori. Auf Tiziano Ferros Album Il mestiere della vita war er 2016 am Lied My Steelo beteiligt. Danach legte er eine künstlerische Pause ein, bis er sich 2019 mit der Single Acqua su Marte zurückmeldete, an der J-Ax beteiligt war. Das Lied fand Verwendung als offizieller Song zur Frauenfußball-WM auf Sky Sport. Außerdem war er mit Sottotono beim Sanremo-Festival 2019 an einem Abend als Duettpartner von Nino D’Angelo und Livio Cori in Erscheinung getreten.

## Diskografie

### Alben
| Jahr | Titel Musiklabel                | Höchstplatzierung, Gesamtwochen, AuszeichnungChartsChartplatzierungen (Jahr, Titel, Musiklabel, Platzierungen, Wochen, Auszeichnungen, Anmerkungen) | Anmerkungen |
| Jahr | Titel Musiklabel                | IT | Anmerkungen |
| ---- | ------------------------------- | --- | ----------- |
| 2006 | Il mio diario Subside/Universal | IT55 (2 Wo.)IT |             |
| 2007 | Alibi Sony BMG                  | IT79 (1 Wo.)IT |             |
| 2014 | El micro de oro This Play Urban | IT14 (5 Wo.)IT | mit Primo   |
| 2015 | Dentro e fuori Thaurus/Believe  | IT30 (2 Wo.)IT |             |

Weitere Alben
- Il mondo dell’illusione (Antibe, 2004)
- Nessuna eccezione (No Escape) (Back Movement, 2012; mit Lefty)

### Singles (Auswahl)
| Jahr | Titel Album                      | Höchstplatzierung, Gesamtwochen, AuszeichnungChartplatzierungen (Jahr, Titel, Album, Platzierungen, Wochen, Auszeichnungen, Anmerkungen) | Höchstplatzierung, Gesamtwochen, AuszeichnungChartplatzierungen (Jahr, Titel, Album, Platzierungen, Wochen, Auszeichnungen, Anmerkungen) | Anmerkungen                                                                                                   |
| Jahr | Titel Album                      | IT | CH | Anmerkungen                                                                                                   |
| --- | -------------------------------- | --- | --- | --- |
| 2005 | Il resto è inutile Il mio diario | IT25 (6 Wo.)IT | — | mit Tony Blescia                                                                                              |
| 2005 | Mi piaci Il mio diario           | IT27 (8 Wo.)IT | — | |
| 2005 | Solo tu Il mio diario            | IT35 (6 Wo.)IT | — | |
| 2019 | Acqua su Marte –                 | IT81 (3 Wo.)IT | — | Erstveröffentlichung: 29. März 2019 feat. J-Ax                                                                |
| 2025 | La mia parola Manifesto          | IT7 Gold · (15 Wo.)IT | CH96 (1 Wo.)CH | Erstveröffentlichung: 12. Februar 2025 Shablo feat. Guè, Joshua & Tormento; Beitrag zum Sanremo-Festival 2025 |
| Folgende Lieder erschienen nicht als Single, wurden aber durch das Album zum Download und Streaming bereitgestellt und konnten somit eine Platzierung erlangen: |                                  | | | |
| |                                  | | | |
| 2025 | Nei dm Tropico del capricorno    | IT36 (1 Wo.)IT | — | Guè feat. Ernia & Tormento                                                                                    |

## Belege
1. 1 2  Mondiali calcio femminile, su Sky Sport la sigla è “Acqua su Marte” di Tormento. In: Sky.it. 2. Juni 2019, archiviert vom Original am 4. Juni 2019; abgerufen am 23. Dezember 2019 (italienisch).
2. 1 2  Biografia di Primo & Tormento. In: Rockol.it. Abgerufen am 23. Dezember 2019 (italienisch).
3. ↑  Alben von Tormento. In: Italiancharts.com. Hung Medien, abgerufen am 22. Dezember 2019.
4. ↑  Chartquellen (Singles):
  - Guido Racca & Chartitalia: Top 100 FIMI Singoli. Lulu, 2013, S. 154.
  - Archivio classifiche Top Singoli. FIMI, abgerufen am 22. Dezember 2019 (italienisch).
  - Discographie - Tormento. hitparade.ch, abgerufen am 28. Februar 2025.
5. ↑  Auszeichnungen für Musikverkäufe: IT

| Personendaten    | Personendaten                                                      |
| ---------------- | ------------------------------------------------------------------ |
| NAME             | Tormento                                                           |
| ALTERNATIVNAMEN  | Cellamaro, Massimiliano (Geburtsname); Torenaga, Yoshi (Pseudonym) |
| KURZBESCHREIBUNG | italienischer Rapper                                               |
| GEBURTSDATUM     | 6. September 1975                                                  |
| GEBURTSORT       | Reggio Calabria                                                    |